# 馬哈燈鱂
馬哈燈鱂，為輻鰭魚綱鯉齒目鯉齒亞目花鳉科的其中一種，分布於非洲艾伯特湖流域，體長可達3公分，屬肉食性，生活習性不明。

## 擴展閱讀
維基物種上的相關：馬哈燈鱂